# 三上村 (滋賀県)
三上村（みかみむら）は、滋賀県野洲郡にあった村。現在の野洲市の南端、野洲川の右岸にあたる。

## 地理
- 山岳：三上山、妙光寺山
- 河川：野洲川、大山川、小山川

## 歴史
- 1698年（元禄11年） - 三上村に陣屋が造られ三上藩が立藩[1]。
- 1889年（明治22年）4月1日 - 町村制の施行により、三上村・妙光寺村・南桜村・北桜村の区域をもって発足。
- 1942年（昭和17年）5月20日 - 野洲町と合併し、改めて野洲町が発足。同日三上村廃止。

## 建物
- 御上神社

## 交通

### 鉄道路線
現在は旧村域を東海道新幹線が通過するが、当時は未開業。

### 道路
現在は旧村域を名神高速道路が通過するが、当時は未開通。